# Yong Jun-hyung
Dans ce nom coréen, le nom de famille, Yong, précède le nom personnel.
Yong Jun-hyung (coréen: 용준형; Hanja: 龍|俊亨; né le 19 décembre 1989), aussi connu Poppin' Dragon ou Joker, est un auteur-compositeur-interprète, danseur, rappeur et réalisateur artistique sud-coréen. Il est mieux connu pour être le rappeur principal du boys band sud-coréen Beast, devenu par la suite Highlight.

## Vie personnelle
Le 28 juin 2011, les deux compagnies Cube Entertainment et DSP Media ont annoncé que Yong Jun-hyung et Goo Hara (du groupe Kara) étaient en couple.
Cube Entertainment, son agence, a déclaré : « Ils ont tous les deux été proches en tant que sunbae/hoobae, et cela fait approximativement un mois depuis qu’ils sortent ensemble. Yong JunHyung a réconforté Hara quand elle a dû faire face à des moments difficiles au cours de cette année avec les conflits autour de son contrat. À cause de leurs emplois du temps, ils ne sont sortis que trois fois ensemble. »
DSP Media, l'agence de Goo Hara, a également dit : « Ils partagent tous deux un bon sentiment l’un envers l’autre, mais sont encore au stade où ils doivent apprendre à se connaître. Cela fait seulement un mois. S’il vous plait veillez bien sur eux. ».
Le 27 mars 2013, leur agence respective ont officiellement annoncé leur séparation.

## Discographie

### En solo

#### Singles
| Année | Titre                                  | Meilleure position COR | Album          |
| ----- | -------------------------------------- | ---------------------- | -------------- |
| 2012  | 너 없이 사는 것도 (Living Without You) | 8                      | Single Digital |
| 2013  | Flower                                 | 23                     | Flower         |

#### Extended play
| #   | Titre  | Date de sortie   |
| --- | ------ | ---------------- |
| 1er | Flower | 13 décembre 2013 |

## Filmographie
| Année | Titre                           | Type                  | Rôle           |
| ----- | ------------------------------- | --------------------- | -------------- |
| 2012  | Salamander Guru and The Shadows | Série TV (SBS)        | Joker (cameo)  |
| 2012  | Invincible Youth 2              | Show TV (KBS2)        | Lui-même       |
| 2013  | Monstar                         | Série TV (MNET Korea) | Yoon Seol-chan |

## Récompenses et nominations
| Année | Titre                       | Catégorie                          | Travail nommé | Résultat   |
| ----- | --------------------------- | ---------------------------------- | ------------- | ---------- |
| 2013  | 7th Mnet 20's Choice Awards | 20's Hot Cover Music - "Past Days" | Monstar       | Nomination |
| 2013  | 7th Mnet 20's Choice Awards | 20's Booming Star - Male           | Monstar       | Nomination |
| 2013  | 6th Korea Drama Awards      | Best Couple Award avec Ha Yeon-soo | Monstar       | Nomination |
| 2013  | 6th Korea Drama Awards      | Best New Actor                     | Monstar       | Lauréat    |